# Agathis robusta
Espèce
Classification phylogénétique
Statut de conservation UICN

 LC  : Préoccupation mineure
Le kauri du Queensland (Agathis robusta) est un conifère originaire du nord-est de l'Australie.

## Répartition
À l'état naturel on  le rencontre dans deux régions du Queensland. Une première population existe au sud sur l'île Fraser et autour de Maryborough. Plus au nord, il se rencontre sur le plateau d'Atherton, à l'ouest de Cairns.

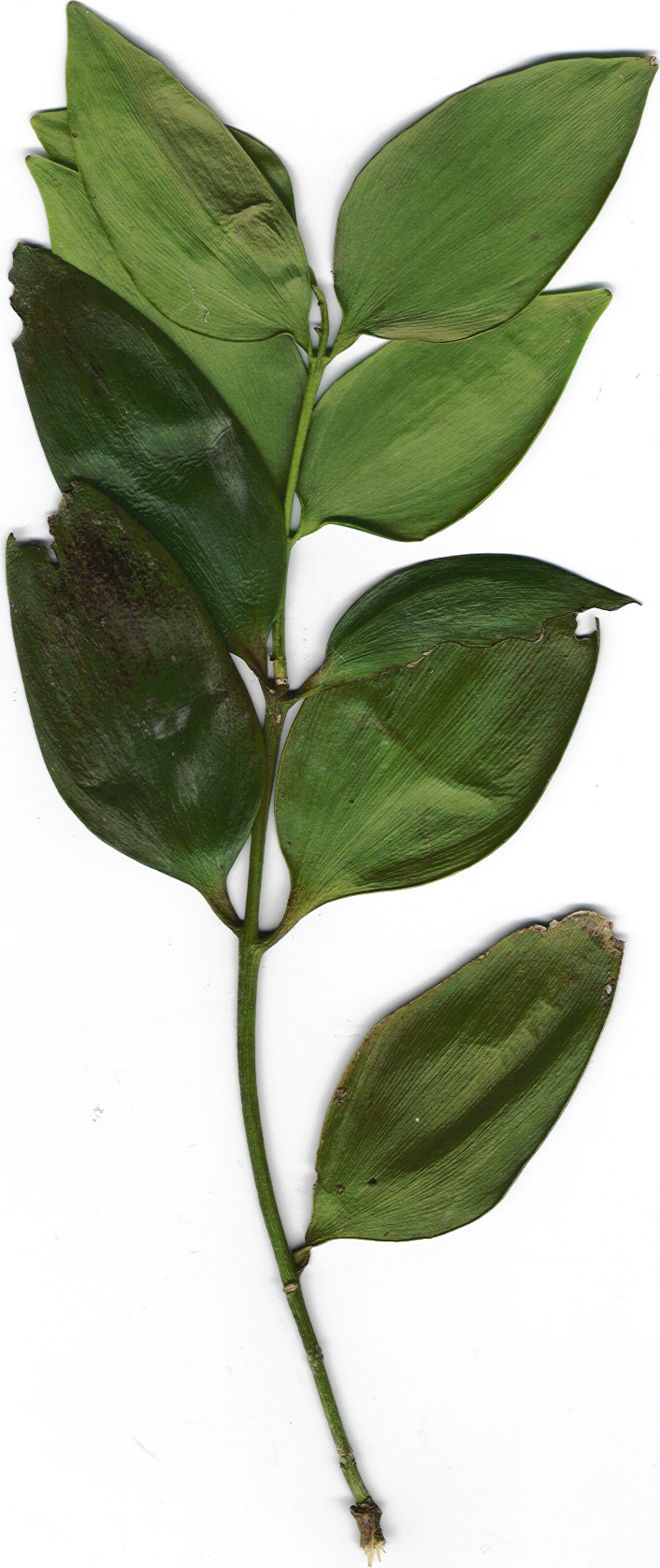
Feuillage dAgathis robusta

## Description
C'est un arbre au port élancé qui atteint 30 à 43 m de haut. L'écorce du tronc est lisse. Les feuilles, parcheminées, sont ovales (5 à 12 cm de long sur 2 à 5 cm de large) et n'ont pas de nervures centrale. Elles s'implantent sur les rameaux par paires  (feuilles opposées) ou plus rarement en verticilles de 3 feuilles. Les cônes femelles sont globuleux (une dizaine de cm de diamètre) et mettent de 18 à 20 mois pour parvenir à maturité. Ils se désintègrent alors pour libérer les graines. Les cônes mâles forment de bâtonnets cylindriques d'une dizaine de cm de long.

## Conservation
Cette espèce a fait l'objet d'abattage intensif dans le passé et les arbres spectaculaires sont beaucoup moins nombreux depuis l'arrivée de européens. En dépit de cela, l'espèce n'est pas considérée comme menacée.